# Албано-турецкие войны (1432—1479)
Албано-турецкие войны — серия войн и восстаний албанских феодалов против экспансии Османской империи, продолжавшихся с 1432 по 1479 годы. Войны и восстания происходили на территории современной Албании, Черногории, Косово, Северной Македонии и Южной Сербии. В этот период албанцы под предводительством Георгия Арианити и особенно позже под командованием Скандербега противостояли османам в более чем 30 сражениях. Скандербег продолжал это сопротивление до своей смерти в 1468 году, и албанцы продержались еще 11 лет, прежде чем потерпели поражение.

## История

### Албанское восстание 1432—1436 годов
Албанское восстание 1432—1436 годов было серией конфликтов между албанскими повстанцами и Османской империей в ранний период османского владычества в регионе. Вызванные заменой значительной части местной знати османскими землевладельцами, централизованным управлением и османской системой налогообложения, население и дворяне, возглавляемые, главным образом, Георгием Арианити, подняли восстание против османов.
На ранних стадиях восстания многие землевладельцы (тимариоты) были убиты или изгнаны. По мере его распространения дворяне, чьи владения были аннексированы турками-османами, вернулись, чтобы присоединиться к восстанию, и были предприняты попытки заключить союзы со Священной Римской империей. В то время как лидеры восстания были успешны в поражении последовательных османских кампаний, им не удалось захватить многие важные города санджака Албании. Затяжные осады вроде той, которая была в Гирокастре, дали османской армии время собрать крупные силы из других частей империи и подавить главное восстание к концу 1436 года. Османские войска провели ряд массовых убийств после восстания.
После того как восстание было в значительной степени подавлено, тем, кто принял османский сюзеренитет, первоначально было разрешено сохранить свои владения и частичную автономию. Многие тимары были также пожалованы местным албанцам, занимавшим высокие посты в администрации, особенно во время правления Якуб-бея Музаки и Скандербега. На протяжении всего процесса умиротворения различные преимущественно сельские районы все ещё бунтовали, и вспыхивали новые восстания, такие как восстание Теодора Короны Музаки в 1437 году. По мере того как империя все более расширяла сферу своего господства на Балканах, возобновились попытки централизации и замены местных держателей тимара османскими землевладельцами. Эта политика отчасти привела к образованию Лежской лиги под руководством Скандербега в 1444 году и новому этапу в албано-турецких войнах.

### Предыстория
Постепенно в конце XIV и начале XV века Османская империя победила местные албанские княжества, создав санджак Албания как административное подразделение империи. В рамках системы тимара местные феодалы были в значительной степени заменены османами из Анатолии. Кадастровая съемка (defter) 1431—1432 годов показывает, что около 75-80 % тимаров были пожалованы османским мусульманским сипахам (феодальная кавалерия), в то время как остальные и особенно отдаленные районы, которые не находились под полным контролем османов, были предоставлены албанским сипахам, как христианским, так и мусульманским. Замена существующей знати тимарной системой привела к конфликтам, в результате которых многие сельские районы не находились под полным османским владычеством.
Согласно предыдущему налоговому кодексу, крестьяне должны были платить десятую часть своей сезонной сельскохозяйственной продукции, 1 дукат и 4 гроша своим господам. Османская система была направлена на увеличение доходов для поддержки военных расходов, поэтому были введены новые налоги и изменены существующие. В дополнение к 1/10 части сельскохозяйственного производства мусульманские семьи новообращенных должны были платить 22 акче (0,6 дуката) держателям тимара, в то время как немусульманские семьи должны были платить 25 акче (0,7 дуката). Обе группы облагались дополнительными налогами, включая авариз, ежегодный денежный налог, который затронул домохозяйства, зарегистрированные в кадастрах. Немусульмане также должны были платить 45 акче (1,3 дуката) как часть джизьи и регулярно снабжать Османское государство молодыми рекрутами в соответствии с девширме, которая требовала вербовки молодых мужчин в османскую армию и их обращения в ислам.
Следовательно, изменения в правах собственности, отношениях между феодалами и крестьянами, системе налогообложения и введении девичества привели к дальнейшему сопротивлению. Поскольку изменения, затрагивающие как дворян, так и крестьян, осуществлялись главным образом через регистрацию в кадастровой съемке, многие семьи старались избежать регистрации в 1431—1432 годах и принимали беженцев в горных районах, в то время как дворяне готовились к вооруженному конфликту.

### Восстание
Восстание началось в 1432 году, когда Андрей Топия разгромил небольшое османское войско в центральной Албании. Его победа воодушевила других вождей, и восстание распространилось по всей Албании. Позже в том же году османы потеряли контроль над центральным морским портом Влёра. Георгий Арианити, живший при османском дворе в качестве заложника, был призван повстанцами возглавить восстание во владениях его семьи. В ответ он бежал из Эдирне и вернулся в Албанию. Зимой 1432 года султан Мурад II собрал около 10.000 солдат под командованием Али-бея, которые прошли маршем по Виа Эгнатия и добрался до долины Шкумбини, где попал в засаду и был разбит войсками Георгием Арианити. Его победа побудила албанцев в районе Гирокастры призвать Депе Зенебиши, который поселился в своих поместьях на Корфу после завоевания турками-османами княжества Гирокастра, возглавить повстанцев на юге. После распространения восстания в близлежащих районах, включая Кельцюру, Загорье и Погон, его войска осадили южный город Гирокастра, столицу албанского санджака. В соседней Кельцюре мятежники захватили замок, но одновременная осада Гирокастры затянулась, и Турахан-бей атаковал и разбил войска, окружившие город в начале 1433 года . Сам Депе Зенебиши был схвачен и казнен.
Летом 1433 года османская армия под предводительством Синан-паши, бейлербея Румелии, разграбила районы Канины и Янины, затем двинулась на север, где подавила восстание во владениях Гьона Кастриоти, который снова был низведен до вассального статуса, в то время как его сын Скандербег, также призванный присоединиться к восстанию, остался на османской службе в Анатолии. В августе 1433 года Венецианский сенат собрался для оценки ситуации и счел, что восстание представляло угрозу для венецианских территорий и в регионе тоже. Однако к концу октября они переосмыслили кризис и отказались от размещения военной галеры в венецианских колониях. В северной Албании Николай Дукаджини захватил территории княжества Дукаджини, а также осадил и захватил Дагнум. Затем Дукаджини попытался заключить союз с Венецией, предложив ей принять венецианский сюзеренитет и предоставить им контроль над Дагнумом. Однако Венеция отказалась от какого-либо участия в его восстании. Дукаджини не знал, что Хасан-бей, османский наместник Дагнума, обратился за помощью к венецианцам после своего поражения. Поскольку Венеция не хотела провоцировать враждебность османов, капитану Шкодера (Скутари) было приказано помочь Хасан-Бею вернуть Дагнум. Впоследствии оружие было отправлено в гарнизон Лежи (Алессио) и к 1435 году форт был возвращен под контроль османов. В центральной Албании Андрей Топия безуспешно осаждал замок Круя, в то время как в районе Влёры началась осада форта Канина. Влёра была потеряна повстанцами ещё в мае 1432 года, но должна была быть возвращена по власть османов к маю 1434 года, поскольку современные венецианские документы упоминают османского чиновника (субаши), находившегося там в то время.
Другая османская армия под командованием Синан-паши была собрана в Манастире летом 1434 года. Турки-османы были вановь разбиты Георгием Арианити на юге центральной Албании в августе 1434 года. После его поражения всем беям территорий, граничащих с Албанией, было приказано собрать свои силы и атаковать мятежников. В декабре 1434 года Исхак-бей, санджакбей Юскюба, двинулся в юго-центральную Албанию, но потерпел поражение от Георгия Арианити. Источники из сената Дубровника упоминают, что многие османские солдаты были захвачены в плен, в то время как Исхак-бей бежал с небольшой группой. В апреле 1435 года Арианити разгромил ещё одну османскую армию, и военные действия практически прекратились до начала 1436 года, поскольку военные усилия Мурада II были сосредоточены против Ибрагима Караманского в Анатолии. В конце 1435 года доклады сената Дубровника оценивали ситуацию как спокойную и отмечали, что воюющие стороны отступили на свои соответствующие территории.
Во время восстания было предпринято много попыток сформировать антиосманскую коалицию, включая Священную Римскую Империю. Папа римский Евгений IV просил прислать войска, чтобы помочь восстанию, и пытался собрать средства . В 1435 году император Священной Римской империи Сигизмунд Люксембургский послал Фружина, болгарского дворянина, а в начале 1436 года Дауда, претендента на османский трон, для переговоров о возможности коалиции с албанскими мятежниками. Однако к середине 1436 года большое войско под командованием Турахан-Бея выступило на подавление восстания в Албанию. Несмотря на военные победы, лидеры повстанцев действовали разрозненно, не имели центрального руководства, отсутствие которого во многом способствовало их окончательному поражению. Войска Турахана в конце концов подавили восстание и прошли через Албанию, совершая массовые убийства мирных жителей.

## Восстание Скандербега
Американский историк Кеннет Мейер Сеттон утверждает, что большинство отчетов о деятельности Скандербега в период 1443—1444 годов «обязаны гораздо больше фантазии, чем факту». Вскоре после того, как Скандербег захватил Крую, используя поддельное письмо, его повстанцам удалось захватить многие османские крепости, включая стратегически очень важный Светиград (Коджаджик), взятый при поддержке Моиса Арианити Големи и 3000 повстанцев из Дебара . Согласно некоторым источникам, Скандербег сажал на кол пленных османских чиновников, которые отказались креститься в христианство.
Первое сражение мятежников Скандербега против османов произошло 10 октября 1445 года при горе Мокра. По словам Сеттона, после того, как Скандербег якобы одержал победу в битве при Торвиолле, венгры, как говорят, воспевали его и призывали Скандербега присоединиться к союзу Венгрии, папства и Бургундии против османов. Весной 1446 года, пользуясь помощью дипломатов Рагузы, Скандербег обратился за поддержкой к папе римскому и Венгерскому королевству для борьбы с османами.

### Начало
В начале ноября 1443 года Скандербег дезертировал из армии султана Мурада II во время битвы при Нише, сражаясь против венгерских крестоносцев Яноша Хуньяди. Согласно некоторым более ранним источникам, Скандербег дезертировал из османской армии во время битвы при Куновице 2 января 1444 года. Скандербег покинул поле боя вместе с 300 другими албанцами, служившими в османской армии . Он немедленно повел своих людей в Крую, куда прибыл 28 ноября, и, воспользовавшись поддельным письмом султана Мурада губернатору Круи, захватил власть в этом городе. Чтобы укрепить свое стремление получить контроль над бывшими владениями Зеты, Скандербег провозгласил себя наследником семьи Балшичей . Захватив несколько менее важных окрестных замков (Петрела, Преза, Гури-и-Барда, Светград, Модрич и другие), он поднял, по словам Фрашери, красный штандарт с чёрным двуглавым орлом на Круе (Албания и сейчас использует подобный флаг в качестве своего национального символа). Скандербег отказался от ислама, вернулся к христианству и приказал другим, принявшим ранене ислам или был мусульманскими колонистами, перейти в христианство или принять смерть. Небольшой двор Скандербега состоял из лиц различных национальностей. Серб Нинац Вукосалич был дьяком («писцом», секретарем) и канцлером при дворе. Он также был управляющим банковского счета Скандербега в Рагузе. Члены семьи Газулли играли важную роль в дипломатии, финансах и закупках оружия. Иоанн Газулли, врач, был послан ко двору короля Матьяша Корвина для координации наступления против Мехмеда II. Рыцарь Пал Газулли часто путешествовал по Италии, а другой Газулли, Андреа, был послом деспота Мореи в Рагузе, прежде чем стать членом правительства Скандербега в 1462 году. Некоторые авантюристы также последовали за Скандербегом, такие как некий Джон Ньюпорт, Стефан Марамонте, посол Скандербега в Милане в 1456 году, некий Степан Радоевич, который в 1466 году предоставил корабли для поездки в Сплит и другие. Рагузанская купеческая семья Гундуличей играла роль, сходную с Газулли. Переписка велась на славянском, греческом, латинском и итальянском языках. Документы на латыни были написаны нотариусами из Италии или венецианских территорий в Албании.
В Албании восстание против османов тлело уже много лет, прежде чем Скандербег дезертировал из османской армии. В августе 1443 года Георгий Арианити вновь поднял восстание против османов в районе центральной Албании. Под венецианским покровительством 2 марта 1444 года Скандербег созвал албанских дворян в контролируемый венецианцами город Лежа, и они создали военный союз, известный в историографии как Лежская лига. Среди тех, кто присоединился к военному союзу, были могущественные албанские знатные семьи Арианити, Дукаджини, Музака, Захария, Топия, Зеневиси, Душмани и Спани, а также сербский господарь Стефан Черноевич из Зеты.
Скандербег организовал мобильную армию для обороны, вынудив османов рассредоточить свои войска, оставив их уязвимыми для тактики нападения и отступления албанцев . Скандербег вел партизанскую войну против турок-османов, используя гористую местность в своих интересах. В течение первых 8-10 лет Скандербег командовал армией, состоящей в основном из 10 000 — 15 000 солдат, но имел абсолютный контроль только над людьми из своих собственных владений и должен был убедить других князей следовать его политике и тактике. Скандербегу иногда приходилось платить дань османам, но только в исключительных обстоятельствах, таких как во время войны с венецианцами или его поездки в Италию и, возможно, когда он находился под давлением османских сил, которые были слишком сильны.
Летом 1444 года на равнине Торвиолл объединённые албанские армии под командованием Скандербега столкнулись с османами, находившимися под непосредственным командованием османского полководца Али-паши, с армией в 25 000 человек. Скандербег имел под своим командованием 7 000 пехотинцев и 8 000 кавалеристов. Три тысячи кавалерии было спрятано в тылу врага в близлежащем лесу под командованием Хамзы Кастриоти. По данному сигналу они спустились, окружили османов и дали Скандербегу столь необходимую победу. Около 8 000 османов были убиты и 2 000 захвачены в плен . Первая победа Скандербега эхом прокатилась по Европе, потому что это был один из немногих случаев, когда османская армия потерпела поражение в решающей битве на европейской территории.
10 октября 1445 года османские войска численностью 9 000-15 000 человек под командованием Фируз-паши были посланы, чтобы помешать Скандербегу совершать набеги на Македонию. Фируз-паша слышал, что албанская армия на время разошлась, поэтому он планировал быстро обойти долину Чёрного Дрина и пройти через Призрен. Эти движения были замечены разведчиками Скандербега, который выступил навстречу Фирузу. Османов заманили в долину Мокры, и Скандербег с войском в 3 500 человек нанес им новое поражение. Фируз-паша был убит вместе с 1500 османских воинов. Скандербег ещё дважды побеждал турок-османов в следующем году, один раз, когда османские войска из Охрида понесли серьёзные потери, и вновь в битве при Отонете 27 сентября 1446 года.

### Война с Венецией с 1447 по 1448 год
В начале албанского восстания Венецианская республика поддерживала Скандербега, считая его войска буфером между собой и Османской империей. Лежа, где была создана одноимённая лига, была венецианской территорией, и это встретило одобрение Венеции. Но позднее утверждение Скандербега и его возвышение в качестве реальной силы на их границах было воспринято как угроза интересам республики, что привело к ухудшению отношений и спору за крепость Дагнум, который спровоцировал албанско-венецианскую войну 1447—1448 годов. После нападений на Бар и Улцинь, а также на Георгия Бранковича и Стефана Черноевича и албанцев этого района венецианцы предложили вознаграждение за убийство Скандербега. Венецианцы всеми силами стремились свергнуть Скандербега или добиться его смерти, даже предлагая пожизненную пенсию в 100 золотых дукатов ежегодно тому, кто его убьёт . Во время конфликта Венеция предложила туркам-османам напасть на Скандербег одновременно с востока, столкнувшись с албанцами в конфликте на два фронта.
14 мая 1448 года османская армия во главе с султаном Мурадом II и его сыном Мехмедом осадила замок Светиград. Албанский гарнизон в замке сопротивлялся лобовым атакам османской армии, в то время как Скандербег преследовал осаждающие войска с оставшейся албанской армией под его личным командованием. 23 июля 1448 года Скандербег выиграл битву под Шкодером против венецианской армии во главе с Андреа Венье. В конце лета 1448 года из-за нехватки питьевой воды албанский гарнизон в конце концов сдал замок с условием безопасного прохода через османские осаждающие войска, что было принято султаном Мурадом II . Первичные источники расходятся во мнениях относительно причин, по которым осажденные имели проблемы с водой в замке: в то время как Барлети и Бимми утверждали, что в замковом колодце была найдена мертвая собака, а гарнизон отказался пить воду, так как она могла испортить их душу, другой первичный источник, османский хронист, предположил, что османские войска нашли и перерезали источники воды в замке. Современные историки в основном согласны с версией османского хрониста. Хотя потери его людей были минимальны, Скандербег потерял замок Светиград, который был важным оплотом, контролировавшим дорогу в Македонию на востоке. В то же время он осадил города Дураццо (современный Дуррес) и Лежу, находившиеся тогда под венецианским контролем. В августе 1448 года Скандербег разбил Мустафу-пашу в битве при Оранике. Мустафа-паша потерял 3000 человек и был взят в плен вместе с двенадцатью высшими офицерами. Скандербег узнал от этих офицеров, что именно венецианцы подтолкнули османов к вторжению в Албанию. Венецианцы, узнав о поражении, поспешили заключить мир. Вскоре Мустафа-паша был выкуплен османами за 25 000 дукатов.
23 июля 1448 года Скандербег переправился через реку Дрин с 10-тысячным войском, встретив венецианские силы из 15 000 человек под командованием Даниэле Юричи, губернатора Скутари. Скандербег проинструктировал свои войска о том, чего ожидать, и начал битву, приказав лучникам открыть огонь по венецианской линии. Сражение продолжалось несколько часов, пока большие группы венецианских войск не обратились в бегство. Скандербег, видя бегство своих противников, приказал начать полномасштабное наступление, разгромив всю венецианскую армию. Солдаты республики преследовались до ворот Скутари, а венецианские пленники выставлены за ворота крепости. Венецианцы потеряли убитыми 2 500 человек, в плен было взято 1 000 человек. Армия Скандербега лишилась 400 воинов, в основном на правом фланге. Мирный договор, заключенный Георгием Пелино и подписанный между Скандербегом и Венецией 4 октября 1448 года, предусматривал, что Венеция сохранит Дагнум и его окрестности, но уступит Скандербегу территорию Бузегьярпи в устье реки Дрин а также, что Скандербег будет пользоваться привилегией покупать, не облагая налогом, 200 лошадиных грузов соли ежегодно из Дураццо. Кроме того, Венеция заплатит Скандербегу 1400 дукатов. В период столкновений с Венецией Скандербег активизировал отношения с королем Неаполя Альфонсо V Арагонским (1416—1458), который был главным соперником Венеции на Адриатике, где его мечтам об империи всегда противостояли венецианцы.
Одной из причин, по которой Скандербег согласился подписать мирный договор с Венецией, было наступление армии Яноша Хуньяди в Косово и его приглашение Скандербегу присоединиться к экспедиции против султана. Однако албанская армия под командованием Скандербега не участвовала в этом сражении, так как ему не дали соединиться с армией Хуньяди. Считается, что он был задержан сербским деспотом Георгием Бранковичем, который затем вступил в союз с султаном Мурадом II, хотя точная роль Бранковича оспаривается . В результате Скандербег разорил его владения в наказание за отступничество от христианского дела. Судя по всему, он отправился к Хуньяди сразу же после заключения мира с венецианцами и находился всего в 20 милях от Косова-поля, когда венгерская армия потерпела поражение от турок-османов.

### Итальянская экспедиция 1460—1462
В 1457 году Скандербег одержал свою самую знаменитую победу над Османской империей при Альбулене, которая была встречена с большим энтузиазмом по всей Италии. Чтобы отплатить королю Неаполя Альфонсо за финансовую и военную помощь, оказанную ему много лет назад, Скандербег принял просьбу папы римского помочь сыну Альфонсо, послав военную экспедицию в Италию. Перед отъездом Скандербег попытался договориться о перемирии с султаном Мехмедом II, завоевателем Константинополя, чтобы обеспечить безопасность своих владений. Мехмед не объявил перемирия и все ещё посылал свои армии против Боснии и Мореи. Только в 1459 году, после завоевания Сербии Мехмедом, он объявил не только перемирие, но и заключил трехлетний мирный договор со Скандербегом. Это дало Скандербегу возможность послать своих людей в Италию.
Опасаясь приближения османской армии, Скандербег первым делом послал своего племянника Константина с отрядом кавалерии (500 чел.) в Барлетту. Они были включены в состав армии Фердинанда для борьбы со сторонниками Анжуйской династии, претендующей на Неаполь. Они сдерживали своего врага в течение года, но не достигли больших успехов, пока Скандербег не прибыл в сентябре 1461 года. Прежде чем попасть в Италию, Скандербег посетил Рагузу (Дубровник), чтобы убедить её ректоров помочь в финансировании его кампанию. Тем временем его люди высадились в Италии, и анжуйские силы сняли осаду с Барлетты. По прибытии Скандербег продолжал преследовать врагов своего союзника с большим успехом. Таким образом, противники Фердинанда начали отступать с его территорий, а Скандербег вернулся в Албанию. Его военный контингент оставался там до тех пор, пока Фердинанду не удалось окончательно победить своих оппонентов в битве при Орсаре, хотя неизвестно, участвовали ли в ней люди Скандербега.
В 1460 году у короля Неаполя Фердинанда возникли серьёзные проблемы с очередным восстанием сторонников Анжуйской династии, и он обратился за помощью к Скандербегу. Это приглашение обеспокоило противников короля Фердинанда, и Сигизмондо Пандольфо Малатеста заявил, что если Фердинанд Неаполитанский примет Скандербега, то Малатеста отправится к османам. В сентябре 1460 года Скандербег отправил отряд из 500 всадников под командованием своего племянника Ивана Стрезы Балшича.
Главный соперник Фердинанда князь Таранто Джованни Антонио Орсини пытался отговорить Скандербега от этого предприятия и даже предложил ему союз. Это не повлияло на Скандербега, который ответил 31 октября 1460 года, что он обязан хранить верность арагонской династии, особенно в трудные времена. В своем ответе Орсини Скандербег упомянул, что албанцы никогда не предают своих друзей и что они являются потомками Пирра Эпирского, и напомнил Орсини о победах Пирра в Южной Италии . Когда ситуация стала критической, Скандербег заключил трехлетнее перемирие с османами 17 апреля 1461 года, а в конце августа 1461 года высадился в Апулии с экспедиционным корпусом из 1 000 кавалеристов и 2 000 пехотинцев. При Барлетте и Трани ему удалось разбить итальянские и анжуйские войска Орсини из Таранто, вернуть престол королю Фердинанду и вернуться в Албанию . Неаполитанский король Фердинанд был благодарен Скандербегу за это вмешательство до конца своей жизни: после смерти Скандербега он наградил его потомков замком Трани и владениями Монте-Сант-Анджело иСан-Джованни Ротондо.

### Осада Круя (1450) и её последствия
В июне 1450 года, через два года после того, как турки-османы захватили Светиград, они осадили Крую с армией численностью около 100 000 человек и снова во главе с самим султаном Мурадом II и его сыном Мехмедом II . Следуя стратегии выжженной земли, Скандербег оставил гарнизон численностью 1500 человек под командованием одного из своих наиболее доверенных лейтенантов Враны Конти, в то время как сам с остальной армией, в которую входило много славян, немцев, французов и итальянцев , нападал на османские позиции вокруг Круя, постоянно совершая набеги на караваны снабжения султана Мурада II. Гарнизон отразил три крупных штурма противника на городские стены, нанеся большие потери осаждающим войскам. Попытки османов найти и перерезать водные источники потерпели неудачу, как и разрушенный туннель, который внезапно обрушился. Предложение 300 000 аспр (османских серебряных монет) и обещание высокого офицерского звания в османской армии, сделанное Вране Конти, были им отвергнуты.
Во время первой осады Круи венецианские купцы из Скутари продавали продовольствие османской армии, а купцы Дураццо снабжали армию Скандербега. Гневное нападение Скандербега на венецианские караваны вызвало напряженность между ним и республикой, но дело было улажено с помощью бальи Дураццо, который не позволил венецианским купцам больше снабжать османскую армию. Несмотря на помощь венецианцев османам, к сентябрю 1450 года османский лагерь был в беспорядке, так как замок все ещё не был взят, моральный дух упал, а болезни свирепствовали. Мурад II признал, что ему не удастся захватить замок Круя силой оружия до наступления зимы, и в октябре 1450 года он снял осаду и начал отступление в Эдирне. Османы потеряли 20 000 человек во время осады, и многие другие погибли, когда Мурад бежал из Албании . Несколько месяцев спустя, 3 февраля 1451 года, Мурад скончался в Эдирне, ему наследовал его сын Мехмед II (1451—1481).
После осады Скандербег был на исходе своих ресурсов. Он потерял все свое имущество, кроме Круи. Другие дворяне из региона Албании вступили в союз с султаном Мурадом II, когда он пришёл, чтобы спасти их от господства Скандербега. Даже после ухода султана они отвергли попытки Скандербега укрепить свою власть над их владениями. Затем Скандербег отправился в Рагузу обратившись за помощью, и рагузинцы сообщили папе Николаю V, что благодаря финансовой помощи Скандербегу удалось удержать Крую и вернуть себе большую часть своей территории. Успех Скандербега вызвал похвалу со всей Европы, и к нему были посланы послы из Рима, Неаполя, Венгрии и Бургундии.

### Османская кампания в Албулене
Местное население оставалось верным Скандербегу и не сообщало о его местонахождении. Османские военачальники Исак-бей и Хамза Кастриоти убедились, что Скандербег потерпел поражение, и начали отступать. Рассудив, что время пришло, Скандербег дал сигнал войскам, которые до сих пор были разделены на отдельные группы, собраться незаметно для османов. Армия собралась у холмов в Тумениште — так как в этом направлении находился самый слабый пункт османского лагеря — и 2 сентября 1457 года была снова разделена на три группы для штурма османского лагеря. С некоторыми из своих самых доверенных людей Скандербег поднялся на высокую вершину, чтобы рассмотреть османский лагерь, и увидел, что османы отдыхают. Он спустился вниз со своим отрядом, чтобы уничтожить всех наблюдавших за ним охранников, но один из них увидел Скандербега и убежал в лагерь, крича, что Скандерберг прибыл. Чтобы сохранить внезапность, Скандербег приказал своим людям приготовиться к бою.
Под аккомпанемент громкого шума, издаваемого металлическими инструментами и оружием, албанцы ворвались в турецкий лагерь. Османы были застигнуты врасплох и, несмотря на их большое количество, были напуганы яростью албанского нападения, думая, что они нападают в большем количестве, чем на самом деле. Хамза Кастриоти попытался перестроить своих людей, уверяя их, что албанцев мало. Исак-бей попытался послать подкрепление людям Хамзы, но прибытие новых албанских контингентов заставило его переключить внимание. Череда кавалерийских атак и контрударов поддерживала ход сражения дождем ракет и аркебуз, загоняя османов в самое сердце лагеря. Видя, что они окружены, османские войска начали паниковать и разбегаться. Таким образом, Хамза был схвачен, но Исак-бей спасся бегством. Число погибших турок могло достигать 30 000 человек, но маловероятно, что их число превысило 15 000 человек. Кроме того, 15 000 человек были взяты в плен, двадцать четыре штандарта были захвачены. Албанцы захватили и разграбили османский лагерь. Павшие албанские воины были похоронены в Соборе Святой Марии в деревне Шумри (3 километра — 1,9 мили, к востоку от Мамураси) недалеко от поля боя.
Битва при Альбулене имела большое значение для сопротивления юга Османской империи. Франц Бабингер, историк Османской империи, описывает эту битву как самую блестящую победу Скандербега. Битва при Альбулене укрепила боевой дух людей Скандербега. Хамза Кастриоти был отправлен в качестве пленника в Неаполь ко двору короля Альфонсо после того, как был взят в плен. Османский посланник был послан, чтобы выкупить знаменосцев и сорок знатных пленников. Посланник также попытался договориться о перемирии между Мехмедом и Скандербегом, но последний ответил, что согласится только в том случае, если крепости Светиград и Берат, которые были потеряны в 1448 и 1450 годах соответственно, будут возвращены под его контроль. Видя, что Мехмед не примет таких условий, Скандербег усилил свои гарнизоны в окрестностях Светиграда. В 1460 году Мехмед и Скандербег подписали перемирие, которое длилось три года. Это дало Скандербегу возможность высадиться в Италии и помочь сыну и преемнику Альфонсо Великодушного, Фердинанду I, который был коронован после смерти своего отца. Таким образом, битва открыла новую фазу в албано-турецкой войне, которая была отмечена высоким уровнем албанского сопротивления и самыми яростными османскими вторжениями в Албанию в ходе войны. Война продолжалась до падения города Круя в 1478 году.

### Смерть Скандербега
В Западной Европе смерть Скандербега была оплакана князьями и другими правителями, такими как король Неаполя Фердинанд I. В письме с соболезнованиями, написанном вдове Скандербега от 24 февраля 1468 года, Фердинанд выразил боль от потери своего друга и пообещал помощь семье Скандербега. Во время жизни Скандербега его помощь королю Альфонсу I путем отправки войск для подавления восстания, а затем его экспедиция для подавления восстания от имени короля Фердинанда привели к тому, что албанские наемники и другие солдаты получили разрешение от неаполитанского монарха на заселение деревень в Южной Италии. Со смертью Скандербега и завоеванием его владений османами албанские вожди и другие албанцы нашли убежище в Неаполитанском королевстве. Эти события и миграции способствовали формированию общины Арбереш и многих их поселений в Южной Италии, которые все ещё существуют в современную эпоху.
Иван Стреши Балшич воспринимался Венецией как преемник Скандербега. После смерти Скандербега Иван и его брат Гойко Балшич вместе с Лекой, Прогоном и Николаем Дукаджини продолжали сражаться на стороне Венеции против османов. В 1469 году Иван Балшич обратился к сенату Венеции с просьбой вернуть ему конфискованное имущество, состоящее из замка Петрела, войводата «Терра Нуова» Круя (неизвестное положение), территории между Круей и Дурресом и деревень в районе Бушнеш (сегодня часть муниципалитета Кодер-Тумана). Венеция во многом уступила желанию Ивана Бальшича и назначила его преемником Скандербега.
После смерти Скандербега Венеция попросила и получила от его вдовы разрешение на ввод венецианских гарнизонов в Крую и другие крепости рода Кастриоти . Круя продержалась во время своей четвёртой осады, начатой в 1477 году Гедиком Ахмедом-пашой, до 16 июня 1478 года, когда город был вынужден сдаться самому султану Мехмеду II . Деморализованные и сильно ослабленные голодом и нехваткой припасов после продолжавшейся целый год осады, защитники сдались Мехмеду, который пообещал в обмен отпустить их невредимыми . Однако, когда албанцы стали выходить со своими семьями, османы убивали мужчин и обращали в рабство женщин и детей. В 1479 году османская армия, снова возглавляемая Мехмедом II, осадила и захватила город Шкодер, сократив албанские владения Венеции до Дураццо, Антивари и Дульчиньо. Сын Скандербега Гьон II Кастриоти продолжал сопротивление туркам-османам и в 1481—1484 годах пытался освободить территории от османского владычества. Кроме того, крупное восстание в 1492 году произошло в Южной Албании, главным образом в регионе Лаберия, и османский султан Баязид II лично участвовал в подавлении сопротивления . В 1501 году Георгий II Кастриоти, внук Скандербега и сын Гьона II Кастриоти, вместе с Прогоном Дукаджини и примерно 150—200 страдиотами прибыл в Лежу и организовал местное восстание, но и это не увенчалось успехом. Венецианцы эвакуировали Дураццо в 1501 году.
После завоевания Османской империи Албании Неаполитанское королевство передало земли и дворянский титул семье Скандербега-Кастриоти. Его семья получила контроль над герцогством Сан-Пьетро-де-Галатино и графством Солето в провинции Лечче, Италия. Его единственный сын, Гьон II Кастриоти, женился на Ирине Бранкович, дочери сербского деспота Лазаря Бранковича и одной из последних потомков византийской династии Палеологов.
Две линии семьи Кастриота жили в Южной Италии, одна из которых происходила от Пардо Кастриота Скандербега, а другая — от Ахилла Кастриота Скандербега, которые оба были незаконнорожденными сыновьями Ферранте, сына Гьона II Кастриоти и его жены Джерины. Они были высокопоставленными итальянскими дворянами и членами Мальтийского ордена.
Единственная законная дочь герцога Ферранте, Ирена Кастриота Скандербег, рождённая Андреаной Аквавива д’Арагона от герцогов Нардо, унаследовала отцовское поместье Кастриоти, в результате чего герцогство Галатина и графство Солето перешли в семью Сансеверино после её брака с принцем Пьетрантонио Сансеверино (1508—1559). У них родился сын Николо Бернардино Сансеверино (1541—1606).

## После смерти Скандербега в 1468 году
Четвёртая осада Круи в Албании османской армией произошла в 1478 году, через десять лет после смерти Скандербега, и привела к взятию города после провала трех предыдущих осад. Деморализованные и сильно ослабленные голодом и нехваткой припасов после многолетней осады, албанские защитники сдались султану Мехмеду II, который пообещал им, что они смогут уйти невредимыми в обмен на это.

## Битва при Шкодре
Османская армия осадила венецианский город Шкодер (Шкодру) весной 1474 года. Мехмед Завоеватель отправил наместника Румелии Хадима Сулеймана-пашу с 8-тысячной армией, но турки были отбиты командиром Антонио Лореданом при помощи подкреплений из Венеции. Согласно некоторым источникам, когда гарнизон Скутари жаловался на недостаток пищи и воды, Лоредан сказал им: «если вы голодны, вот моя плоть; если вы жаждете, я даю вам свою кровь.»
Венецианский сенат приказал всем имеющимся галерам переправить лучников в Шкодру через реку Бояна. Всем венецианским губернаторам также было приказано помогать осажденному городу. Согласно венецианским сообщениям, в июле Шкодра была осаждена 50-тысячной османской армией, которая действовали при поддержке артиллерии.
В начале 1474 года вся область вокруг Шкодры, включая заброшенный Балеч, перешла под османский контроль. Согласно некоторым источникам, османский султан намеревался восстановить города Подгорицу и Балеч в 1474 году и заселить их 5000 турецкими семьями, чтобы создать дополнительное препятствие для сотрудничества господаря Зеты Ивана Черноевича и осажденной венецианской Шкодры. Во время своей кампании 1474 года османы захватили Лежу (алесси) и разрушили замок Дагнум.
Триадан Гритти был назначен венецианским генерал-капитаном вместо Пьетро Мочениго. Гритти возглавил венецианский флот из шести галер, который отплыл в начале мая 1474 года, чтобы защитить побережье венецианской Албании и особенно устья реки Бояна. Когда венецианский флот вошёл в Бояну, османские войска попытались блокировать его, перекрыв устье Бояны срубленными стволами деревьев, как это сделал сербский воевода Мазарек во время Второй Скутарской войны. Гритти повернул свой флот вниз по реке и уничтожил османские войска 15 июня 1474 года . Несмотря на все свои усилия, Гритти не смог доставить в Скутари все товары, которые перевозил его флот, потому что многие его корабли оказались в ловушке на мелководье Бояны близ Свети-Срдж.
Когда Триадан Гритти присоединился к Мочениго в Шкодре, они оба приказали Леонардо Болду найти Ивана Черноевича и убедить его мобилизовать как можно больше своих людей, чтобы помочь венецианцам во время осады Шкодры. Болду также было приказано переправить кавалерию и пехоту Черноевича через Скадарское озеро. Иван Черноевич сыграл важную роль в обороне Шкодры, поскольку обеспечивал связь с котором и снабжал город через Жабляк или Скадарское озеро, одновременно сражаясь с османской армией. Он перевозил людей и лес из Котора через холмы в Жабляк, где он построил фусты, чем удивил османов на Скадарском озере. Все лето Иван Черноевич участвовал в военных действиях. Он контролировал Скадарское озеро с тремя фустами и 15 меньшими кораблями, что было очень важно, потому что венецианский флот (состоящий из 34 больших кораблей и около 100 меньших) не мог плыть дальше Свети-Срдж. Болду смог добраться до осажденного города из Жабляка благодаря кораблям Ивана Черноевича. Экипражи венецианских кораблей вместе со стратиодами из Греции присоединились защитники осажденного города и, по некоторым венецианским сведениям, общая численность гарнизона достигла 25 000 человек.
Сообщается, что от 7 000 до 20 000 османских солдат были убиты, а около 3 000 гражданских лиц из Скутари умерли от жажды и голода . Во время осады внешние стены были значительно повреждены. Горожане восстановили стены в ожидании более сильного нападения османов позже. Турки-османы действительно вернулись в 1478 году, чтобы окончательно завоевать Шкодер.

## Силы
Восстание Скандербега не было всеобщим восстанием албанцев. Люди из больших городов Албании на контролируемом османами юге и контролируемом венецианцами севере не поддерживали его, в то время как его последователями помимо албанцев были также славяне, влахи и греки. Восставшие воевали не против «чужеземных» захватчиков, а против представителей своих этнических групп, потому что османские войска, как командиры, так и солдаты, также состояли из местных жителей (албанцев, славян, влахов и турецких тимариотов). Дорофей, архиепископ Охрида, клирики и бояре Охридского архиепископства вместе со значительным числом христианских граждан Охрида был переселины султаном в Стамбул в 1466 году из-за их антиосманской деятельности во время восстания Скандербега. Восстание Скандербега поддержали также греки в Морее. По словам Фан Ноли, самым надежным советником Скандербега был Владан Юрица.

## Лежская лига (1444—1450)
2 марта 1444 года региональные албанские и славянские вожди объединились против Османской империи. Это союз (Лежская лига) был сформирован в венецианском городе Лежа (Алессио) . Через несколько месяцев войска Скандербега угнали скот жителей Лежи и захватили в плен местных женщин и детей. Основными членами лиги были Арианити, Балшичи, Дукаджини, Музаки, Спани, Топия и Черноевичи. Марин Барлети называл это собрание generalis concilium или universum concilium (общий или весь совет). Термин «Лежская лига» был придуман более поздними историками.

## Последствия
После смерти Скандербега в 1468 году организованное албанское сопротивление османам пошло на спад. Как и большая часть Балкан, Албания стала объектом османской экспансии. Многие из албанцев под руководством Луки Баффы и Марко Бекки бежали в соседние страны и поселились в нескольких деревнях Калабрии. Со времени смерти Скандербега и до 1480 года происходили постоянные миграции албанцев на итальянское побережье. На протяжении всего XVI века эти миграции продолжались, и на итальянской земле образовались другие албанские деревни. Новые иммигранты часто брались за работу в качестве наемников в итальянских армиях.
С 1468 по 1506 года произошла первая волна миграция из Албании в Италию. Все территория Албании перешла под власть Османской империи. Многие албанцы покидали свою родину, предвидя оккупацию своей родины и месть османов, по примеру тех албанцев, которые уже осели в Южной Италии. Из портов Рагузы, Скутари и Лежи беженцы отправлялись в поисках новой родины на венецианских, неаполитанских и албанских судах.
После завоевания турками-османами Круи (1478) и Шкодера (1479) албанские дворяне бежали в Италию, чтобы избежать мести османов и исламизации. Многие из них поселились в Неаполитанском королевстве (Калабрия, Апулия и Сицилия). В Италии переселившиеся албанцы и их потомки стали известны как арбереши.
С 1500 по 1534 год произошла вторая волна албанской эмиграции. На это раз албанцы (арбереши) переселились из Центральной Греции. Нанятые Венецией в качестве наёмников, они должны были эвакуироваться из венецианских колоний в Пелопоннесе, когда турки-османы вторглись в этот регион. Император Священной Римской империи Карл V разместил эти отряды в Южной Италии для усиления обороны от угрозы османского вторжения. Обосновавшись в изолированных деревнях (что позволило им сохранить свою культуру до XX века), арбереши традиционно поступали на военную службу в армию Неаполитанского королевства и Венецианской республики, начиная с Религиозных войн и заканчивая Наполеоновским кампаниями в Италии.